# شهرستان ال پاسو (کلرادو)
شهرستان ال پاسو، کلرادو (به انگلیسی: El Paso County, Colorado) یکی از ۶۴ شهرستان ایالت کلرادو در ایالات متحده آمریکا است.

## خصوصیات
شهرستان ال پاسو ۵٬۵۱۶٫۷۱ کیلومترمربع مساحت دارد.